# Visperterminen
Visperterminen (en alemán walser: Tärbinu) es una comuna suiza del cantón del Valais, localizada en el distrito de Visp. Limita al norte con las comunas de Visp y Brig-Glis, al este con Simplon, al sur con Eisten y Staldenried, y al occidente con Stalden y Zeneggen.
La localidad argentina de San Jerónimo Norte fue fundada por inmigrantes de Visperterminen.

## Historia
Visperterminen se menciona por primera vez en el siglo XI como Termenum. En 1221 se mencionó como Terminum.

## Geografía
Tiene una superficie, (a fecha del censo del 2004/09) de 51,63 km. De esta superficie, alrededor del 27,4% se utiliza para fines agrícolas, mientras que el 34,9% es forestal. Del resto de las tierras, un 1,9% son asentadas (edificios o caminos) y un 35,8% son tierras improductivas.
En la encuesta de 2004/09 un total de 44 hectáreas o cerca del 0.9% del área total estaba cubierta con edificios, un incremento de 13 hectáreas sobre la cantidad de 1981. De la tierra agrícola, 59 ha se utilizan para huertos y viñedos, 397 ha son campos y pastizales y 1.169 ha consisten en áreas de pastoreo alpino. Desde 1981 la cantidad de tierra agrícola ha disminuido en 263 ha. En el mismo período de tiempo, la cantidad de tierras forestales ha aumentado en 167 ha. Los ríos y lagos cubren 50 ha (120 acres) en el municipio.
El Lago Gebidumsee se encuentra a una altitud de 2200 m.
La propuesta de fusión de los municipios de Eggerberg, Ausserberg, Bürchen, Baltschieder, Visp y Visperterminen fue rechazada por los residentes en el 2011.

## Demografía
Cuenta con una población (hasta el año 2018) de 1.345 habitantes. Hasta el año 2017, el 4,1% de la población era residente extranjero. Entre los años 2010-2017 la población cambió a una tasa de -1,60%. La tasa de natalidad en el municipio, en el año 2017, fue de 8,1, mientras que la tasa de mortalidad fue de 8,1 por cada mil habitantes.
Al año 2017, los niños y adolescentes (0-19 años) constituyen el 18,9% de la población, mientras que los adultos (20-64 años) son el 56,0% de la población y los ancianos (más de 64 años) el 25,1%. En 2015 había 550 residentes solteros, 707 personas casadas o en unión civil, 86 viudos o viudas y 37 residentes divorciados.
En 2017 había 552 hogares particulares en Visperterminen con un tamaño medio de 2,45 personas por vivienda. En 2015, alrededor de un 38% de todos los edificios del municipio eran viviendas unifamiliares, lo que es mucho menos que el porcentaje en el cantón (62,3%) y mucho menos que el porcentaje a nivel nacional (57,4%).
De los 397 edificios habitados en el municipio, en el año 2000, alrededor de un 28,2% eran viviendas unifamiliares y un 59,7% eran edificios multifamiliares. Adicionalmente, un 22.4% de los edificios fueron construidos antes de 1919, mientras que un 15.9% fueron construidos entre 1991 y 2000. En 2016 la tasa de construcción de nuevas unidades de vivienda por cada 1000 habitantes fue de 3.62. La tasa de vacantes en el municipio, para el año 2018, fue de 1,09%.

La población histórica se muestra en el siguiente cuadro:

## Economía
Visperterminen se clasifica como una ciudad dormitorio con pocos nuevos residentes. El municipio forma parte de la aglomeración de Brig - Visp.
En 2016, había un total de 491 personas empleadas en el municipio. De ellas, un total de 95 personas trabajaban en 42 empresas del sector económico primario. El sector secundario empleaba a 263 trabajadores en 12 negocios separados, de los cuales 206 personas trabajaban en grandes empresas (50-249 empleados). Finalmente, el sector terciario proporcionaba 133 puestos de trabajo en 47 empresas.
En el año 2017 un 3,6% de la población recibió asistencia social. En el año 2011 la tasa de desempleo en el municipio era de 0,5%.
En 2015, el tipo impositivo medio cantonal, municipal y eclesiástico para una pareja con dos hijos que gane 80.000 francos suizos era del 2,8%, mientras que el tipo para una persona soltera que gane 150.000 francos suizos era del 19,9%. El cantón tiene una de las tasas impositivas promedio más bajas para quienes ganan 80.000 francos suizos y una tasa ligeramente superior a la media para quienes ganan 150.000 francos suizos. 
En 2013, el promedio de ingresos en el municipio por contribuyente fue de CHF 67.664 y el promedio por persona fue de CHF 30.529, lo cual es mayor que los promedios cantonales de CHF 64.177 y CHF 29.518 respectivamente. En contraste, el promedio nacional de contribuyentes es de CHF 82.682, mientras que el promedio por persona es de CHF 35.825.

## Religión
En el censo del año 2000, 1.315 personas, es decir, el 96,9%, eran católicas, mientras que el 0,9% pertenecían a la Iglesia Reformada Suiza. Del resto de la población, 0,29% pertenecían a otra iglesia cristiana; 0,37% eran musulmanes,0.37%  no pertenecían a ninguna iglesia, eran agnósticos o ateos, mientras que el 1.18% de la población decidió no responder a la pregunta.

## Educación
En Visperterminen, alrededor de 533 o (39,3%) de la población ha completado la educación secundaria superior no obligatoria, y 77 o (5,7%) han completado la educación superior adicional (ya sea universitaria o en una Fachhochschule). De los 77 que terminaron la enseñanza superior, el 75,3% eran hombres y el 18,2% eran mujeres.

## Personalidades ilustres
- Ignaz Venetz (1788-1859). Glaciólogo y botánico.